# يوشيهايد نيشيكاوا
يوشيهايد نيشيكاوا (باليابانية: 西川 吉英) (10 أبريل 1978 في توتشيغي في اليابان – )؛ هو لاعب كرة قدم ياباني سابق كان يلعب كلاعب وسط.

## روابط خارجية
- يوشيهايد نيشيكاوا على موقع رابطة كرة القدم اليابانية للمحترفين (اليابانية)